# Бела съм, бела, юначе
„Бела съм, бела, юначе“ е българска народна песен, считана за химн на Родопите.

## Легенда за произхода на песента
Легендата за произхода на „Бела съм, бела, юначе“ откриваме във времената, когато еничарския корпус на Османската империя е в своя разцвет. Преданието разказва за едно родопско село, в което напролет мъжете тръгвали с овцете си към Беломорието на гурбет, оставяйки сами своите жени и деца. Един от тези мъже бил млад момък, който мечтаел да събере зестра (пари), с която да поиска любимата си от родителите ѝ.
Наблизо в гората обаче имало башибозуци, които чакали селото да опустее, за да разграбят и осквернят жените. За щастие, една възрастна жена ги забелязала и събрала момите. Завела ги на връх Карлък (дн. Орфей) и ги скрила в една пещера. Там начернила лицата им с въглен и ги облякала с овчи кожи. Така те заприличали на диви хора, но щели да бъдат предпазени от заплаха.
Минавали дни и седмици. Възрастната жена се грижела за девойките, докато дошъл денят, когато мъжете се завърнали от гурбет. Когато обаче видели жените, били отблъснати от техния вид и побягнали. Останал само младият момък, който се взирал в очите на жените, надявайки се да познае сред тях своята любима, за която не спирал да мисли през цялото време, докато били разделени. В един миг, погледът му се спрял на момата.
Тогава тя пристъпила напред, изтрила лицето си и започнала да пее песента.
Две от най-известните изпълнителки на песента са Радка Кушлева и Росица Пейчева.

## Текст[2]
Бела съм, бела, юначе,
цела съм света йогрела!
Един бе Карлък йостанал,
и той не щеше йостана.
И той не щеше йостана,
ам беше в мъгла йотонал.
В маглона нищо немаше,
лю иадно вакло йовчерче.
Сиво си стадо пасеше,
с шеряна гайда свиряше.

## Текст II
Бела съм, бела, юначе,
цела съм светан йогрела.
Един бе Карлък останал
и той не щеше остана, /2/
ам беше в могла потънал.
В моглона нищо немаше,
сал едно вакло овчарче. /2/
и едно бело момиче.

## Текст III[3]
Бяла съм, бяла юначе,
цяла съм света огряла,
един бе Карлък останал,
и той не щеше остана,
ам беше в могла утонал.
В моглана нищо нямаше,
сал едно русо девойче,
и едно вакло овчарче,
с медно кавалче свиреше,
кавалче дума думаше:
- Галени га са не зомат,
тяхноно бално какво е,
тяхноно бално де има?